# Avok I
Avok I, französisch Îlot Avok I, auch Ile Avok I, ist eine unbewohnte Insel in der Provinz Malampa des Inselstaats Vanuatu im Korallenmeer.
Die dicht bewaldete Insel liegt etwa 400 Meter vor der Südküste von Malakula. Keine 150 Meter östlich grenzt Avok I an das gleichnamige bewohnte, jedoch deutlich kleinere Eiland Avok II (Îlot Avok II).